# Conrad Widow

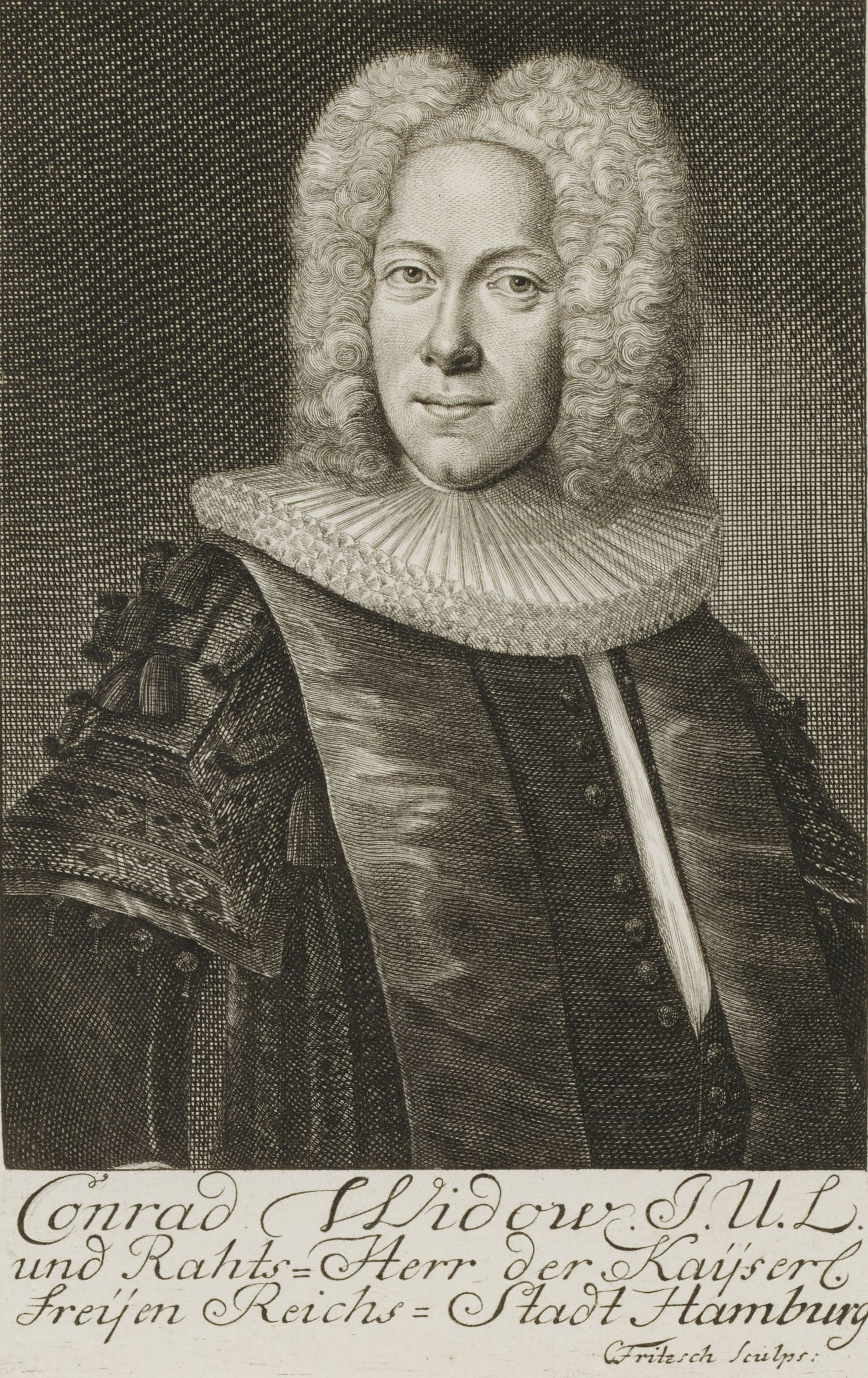
Conrad Widow (Kupferstich von Christian Fritzsch)

Conrad Widow (* 13. August 1686 in Hamburg; † 19. Oktober 1754 ebenda) war ein deutscher Jurist, Ratsherr und Bürgermeister der Freien und Hansestadt Hamburg.

## Leben
In Hamburg geboren, besuchte Widow ab 1699 die Gelehrtenschule des Johanneums und ab 1702 das Akademische Gymnasium. Nach seiner Schulbildung studierte er Jurisprudenz an der Universität Gießen und der Universität Halle, bereiste danach Holland, England und Frankreich, bevor er 1714 als Lizenziat beider Rechte sein Studium an der Universität Straßburg abschloss.
Nach seinem Studium kehrte Widow im Jahr 1715 nach Hamburg zurück und ließ sich hier als Advokat nieder. Bereits drei Jahre später, am 4. Juni 1718, wurde er zum Ratsherrn gewählt. Von 1724 bis 1726 gehörte er zur Verfassergruppe der in Hamburg erscheinenden moralischen Wochenschrift Der Patriot. Diese Publikation wurde zu einem bedeutenden Sprachrohr der Frühaufklärung in Deutschland. 
1726 reiste Widow als Ratsherr zusammen mit dem Ratssyndicus Johann Julius Surland (1687–1748) nach Hannover. Vorher war Albrecht Peter Meyer (1687–1736) von der kurfürstlichen Regierung als Prediger am Hamburger Dom eingeführt worden. Die Hamburger wollten aber weiterhin ihren eigenen Prediger wählen. Widow und Surland verhandelten darüber in Hannover. Als der hannoversche Kurfürst Georg I. 1727 starb, reisten die beiden in der gleichen Angelegenheit nach London, gratulierten dem neuen König Georg II. zur Thronbesteigung und erhielten von ihm ein Versprechen über einen Vergleich, welcher aber erst 1737 zustande kam.
Am 1. Dezember 1742 wurde Widow als Nachfolger des verstorbenen Rütger Rulant (1665–1742) zum Bürgermeister gewählt. Als Bürgermeister legte Widow den Grundstein zu drei Hamburger Kirchen: 1743 zur Dreieinigkeitskirche in Sankt Georg, 1751 zur Großen Michaeliskirche und 1754 zur Kleinen Michaeliskirche.
Widow starb 1754 im Alter von 68 Jahren. Auf seinen Tod wurde ein Bürgermeisterpfennig geprägt.

## Familie
Widow war ein Sohn des Hamburger Kaufmanns Libert Widow († 1702) und dessen Ehefrau Antoinette Vegesack († 1695), Tochter des Hamburger Oberalten und Ratsherrn Cord Vegesack (1609–1697).
In erster Ehe heiratete Widow am 30. November 1718 Margaretha Schrötteringk (1701–1731), in zweiter Ehe am 23. Februar 1735 Anna Gertrud de Hertoghe (1709–1736) und in dritter Ehe am 7. April 1744 Cornelia Wiese (1718–1765), Tochter des Bürgermeisters Hinrich Diederich Wiese und Witwe des Bürgermeisters Rütger Rulant (1665–1742), welche nach Widows Tod 1755 in dritter Ehe den preußischen Residenten bei den Hansestädten und dem Niedersächsischen Kreis in Hamburg Johann Julius von Hecht (1721–1792) heiratete.
Der Hamburger Bürgermeister Peter Hinrich Widow (1736–1802) war ein Sohn aus der zweiten Ehe.

## Werke (Auswahl)
- Satura rerum, quae ad jus spectant, singularium. Henning Müller, Gießen 1707 (Digitalisat bei Google Books).
- Dissertation juridica inauguralis exhibens specimina praxeos optimas juris romani leges negligentis exhibens. Johann Pastorius, Straßburg im Elsass 1714 (Digitalisat bei Google Books).